# Citorus bidens
Citorus bidens är en insektsart som beskrevs av Rauno E. Linnavuori 1977. Citorus bidens ingår i släktet Citorus och familjen dvärgstritar. Inga underarter finns listade i Catalogue of Life.